# Lucia Haršányová
Lucia Haršányová (* 27. August 1990 in Trnava) ist eine slowakische Fußballspielerin.

## Karriere

### Verein
Haršányová begann ihre Karriere bei Skloplast Trnava und wechselte 2009 in die slowakische Erste Liga zu ŠK Slovan Bratislava. Nach drei Profi-Jahren in der ersten slowakischen Liga wechselte sie am 1. Juli 2012 zum österreichischen Bundesligisten SV Neulengbach. Von 2015 bis 2017 spielt sie in der Schweiz in der Nationalliga A beim FC Neunkirch, wo sie in der Saison 2016/17 das Double aus Meisterschaft der Nationalliga A und Pokal holte. Am 20. Juni 2017 unterschrieb Haršányová in der deutschen Bundesliga beim MSV Duisburg.
Am 4. Juli 2018 verpflichtete der italienische Serie-A-Verein ASD AGSM Verona CF Haršányová.

### Nationalmannschaft
Haršányová ist A-Nationalspielerin für die Slowakische Fußballnationalmannschaft der Frauen und war zuvor Spielerin der U-19. Sie gab ihr A-Länderspiel-Debüt am 13. April 2011 gegen die Ungarische Fußballnationalmannschaft der Frauen.

## Privates
Haršányová machte 2008 ihre Mittlere Reife an der ZŠ Tulipán in Trnava.

## Erfolge
- Slowakischer Meister (2011, 2012)
- Slowakischer Pokal (2011, 2012)